# Medinilla formanii
Medinilla formanii är en epifytisk klätterväxt som beskrevs från skogar i Brunei och östra Kalimantan av Jacinto Regalado 1990. Medinilla formanii ingår i släktet Medinilla och familjen Melastomataceae. Bladen är elliptiska (19-23 cm x 6,5 cm), blomman har fyra 5 mm långa blekskära kronblad och frukten är 5 mm stor, äggformad och röd. Artnamnet hedrar Lewis Leonard Forman.